# Lonchocarpus philenoptera
Lonchocarpus philenoptera är en ärtväxtart som beskrevs av George Bentham. Lonchocarpus philenoptera ingår i släktet Lonchocarpus och familjen ärtväxter. Inga underarter finns listade i Catalogue of Life.

## Bildgalleri